# Épigée
Pour les articles homonymes, voir Épigée (homonymie).
Pour les articles ayant des titres homophones, voir Épigé et Épigées.
Épigée  est, dans la mythologie grecque, un guerrier grec myrmidon, prince de la ville Boudéion en Phthiotide, fils du roi Agaclès. 
Son histoire est racontée dans l’Iliade : « Tout jeune encore, il est exilé à la cour du roi Pélée pour le meurtre accidentel de son cousin, et rejoint les rangs myrmidons à Troie, où Hector le tue en lui lançant une pierre, qui lui fend le crâne tandis qu'il tente de s'emparer des armes de Sarpédon, qui vient de mourir ».